# バスタード (映画)
『バスタード』（伊: I bastardi、英: The Bastard）は、1968年制作のイタリア映画。ジュリアーノ・ジェンマ主演。

## あらすじ
屑鉄処分業者のアダムは、弟のジェイソンが宝石強盗で得た宝石を狙っており、ジェイソンの恋人カレンの協力で宝石を奪い、右腕に重傷を負わせる。
ジェイソンは牧場経営者であるバーバラと親しくなる一方、兄に復讐すべく左手で拳銃の練習を始める。
その後、アダムはカレンとともにメキシコに滞在していたところ、地震に巻き込まれてしまい、カレンを失う。自身も岩の下敷きになっていたところ、メキシコに来たジェイソンに助けられ、一対一での決闘に持ち込まれる。
決闘はジェイソンが勝利したものの、兄弟の母親マーサがバーバラとともに現れ、ジェイソンを射殺する。

## キャスト
※括弧内は日本語吹替（初回放送1975年1月4日『土曜映画劇場』）
- ジェイソン：ジュリアーノ・ジェンマ（野沢那智）
- アダム：クラウス・キンスキー（山田康雄）
- マーサ：リタ・ヘイワース（寺島信子）
- カレン：マーガレット・リー
- バーバラ：クローディーヌ・オージェ
- ジミー：セルジュ・マルカン
- 医師：ウンベルト・ラオ

## スタッフ
- 監督：ドゥッチョ・テッサリ
- 製作：テューリ・ヴァーシル
- 脚本：ドゥッチオ・テッサリ、エンニオ・デ・コンチーニ、マリオ・ディ・ナルド
- 撮影：カルロ・カルリーニ
- 音楽：ミシェル・マーニュ